# Prosh Proshián
Prosh Pérchevich Proshián (en ruso: Прош Пе́рчевич Прошья́н, Ashtarak, 1883-Moscú, 16 de diciembre de 1918), revolucionario armenio, miembro del Partido Socialrevolucionario de Izquierda y comisario del pueblo del Sovnarkom a comienzos de 1918.

## Comienzos
Nació en la aldea armenia de Ashtarak, parte del Imperio ruso, en 1883, hijo de un escritor. Se afilió al Partido Social-Revolucionario (PSR) mientras estudiaba en la Universidad de Odesa.
Se lo detuvo en 1905 por tratar de liberar a unos presos políticos en Odesa utilizando explosivos. El arresto interrumpió sus estudios universitarios. Se le condenó a seis años de trabajos forzados en Siberia. Pasó su exilio interior en el complejo carcelario de Nérchinsk, primero en la cárcel de Akatui y más tarde en la de Zerentui, junto con otros destacados revolucionarios. Huyó pero fue capturado y enviado de nuevo a Siberia en 1913, de donde escapó de nuevo. Durante la Primera Guerra Mundial, formó parte de la corriente internacionalista del socialismo europeo.

## Periodo interrevolucionario
Tras la caída de la monarquía, regresó a Rusia con la cooperación de las autoridades alemanas.
Durante el periodo interrevolucionario, se dedicó a propugnar la revolución entre los marinos de la Flota del Báltico. Criticó lo que consideraba falta de iniciativa de Víctor Chernov —dirigente del PSR y ministro de Agricultura— para aplicar la esperada reforma agraria y su falta de decisión para oponerse a la guerra. Dado que la reforma agraria ya había comenzado espontáneamente en el campo, Proshián propuso que se organizasen las acciones de los campesinos. A pesar de que su posición era minoritaria en la dirección del partido, fue elegido junto con otros representantes de la fracción izquierdista a finales de la primavera para encabezar la organización de la región norte. Era uno de los dirigentes de mayor edad de la corriente izquierdista del partido, a pesar de tener apenas treinta y cuatro años.
Fue detenido tras el fracaso de las Jornadas de Julio, acusado por el Gobierno de incitar a la rebelión en las bases navales. Cercano a los bolcheviques, fue expulsado del PSR por su extremismo y sus críticas a Kérenski y Borís Sávinkov. Liberado gracias a la intercesión de la corriente izquierdista, fue de nuevo admitido y más tarde expulsado del partido por realizar propaganda contra la guerra.

## Socialrevolucionario de izquierda y comisario del pueblo
Después de la Revolución de Octubre, criticó con dureza en el VTsIK las medidas del Sovnarkom contra la prensa de la oposición. Proshián recordó la anterior lucha de los revolucionarios a favor de la libertad de prensa, a pesar de los intentos de Lenin y Trotski de justificar las restricciones. Fue quien anunció la retirada de sus correligionarios del Comité Militar Revolucionario de Petrogrado en protesta por la restricción de la libertad de prensa.
Se mostró, sin embargo, favorable a la coalición entre el nuevo PSRI y el partido de Lenin. Participó como representante de la corriente izquierdista del PSR en las fallidas negociaciones Vikzhel para crear un Gobierno socialista de amplia base.

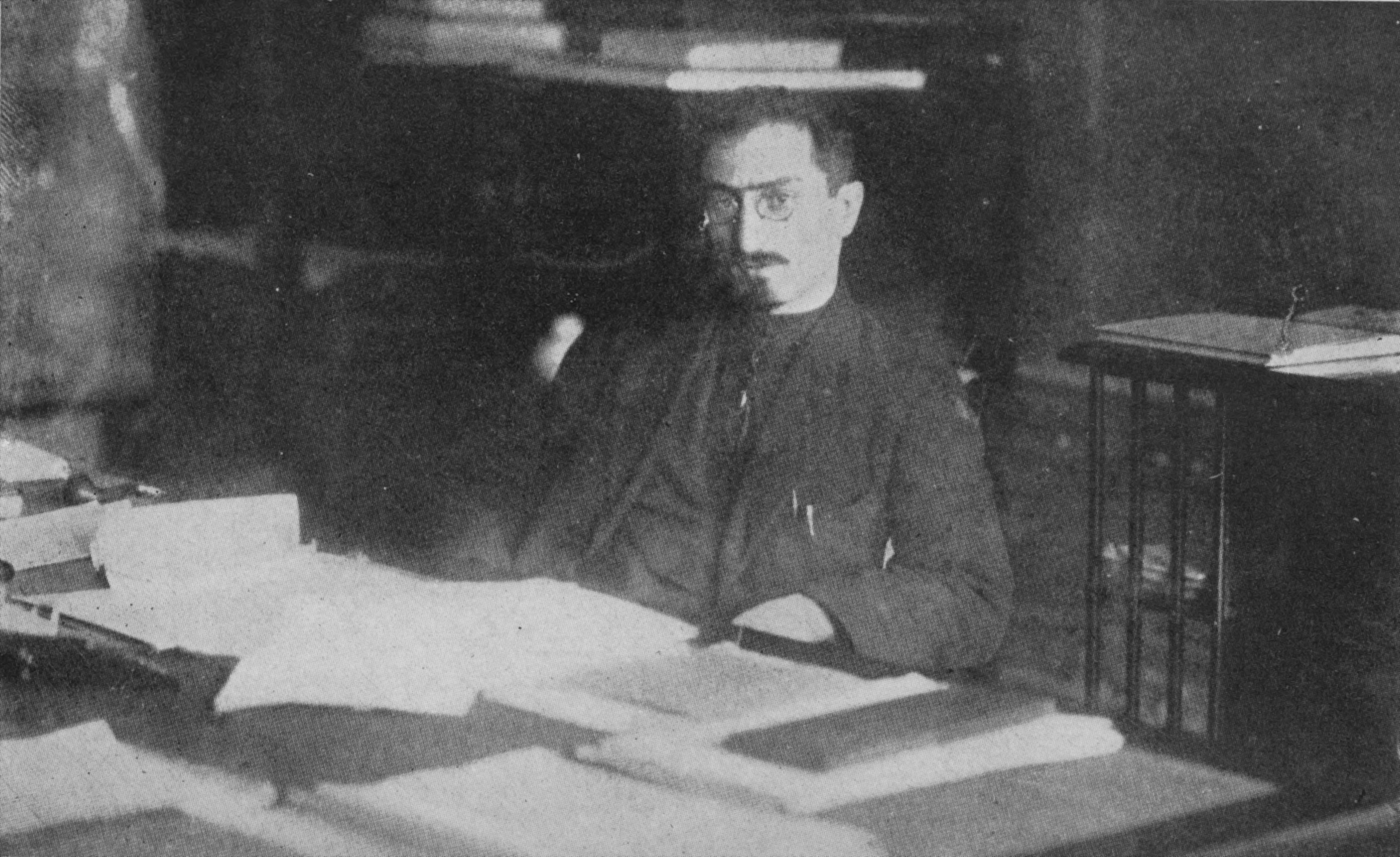
Proshián, en la época revolucionaria.

Decidido a tolerar la reunión de la asamblea constituyente, rechazó cederle el poder. Aceptó finalmente su disolución al considerar que la asamblea había reclamado para sí el poder gubernamental, había chocado con la posición de los sóviets, únicos órganos con autoridad revolucionaria y amenazaba con detener los cambios sociales puestos en marcha por todo el país.
Resultó elegido miembro del comité central del PSRI en las votaciones del primer congreso de la formación. A pesar de las reticencias de los moderados del partido, que le consideraban un radical probolchevique, finalmente obtuvo el beneplácito del partido para asumir la cartera ministerial de Correos y Telégrafos el 22 de diciembre de 1917jul./ 4 de enero de 1918greg.. A comienzos de 1918, en el momento de más estrecha colaboración entre socialrevolucionarios de izquierdas y bolcheviques, llegó a plantear a Lenin la unión de los dos partidos.
Acérrimo defensor de la política de su partido en el seno del Sovnarkom, tras la firma del Tratado de Brest-Litovsk, al que se opuso como la mitad del comité central, abogó con decisión porque el PSRI abandonase el Gobierno. En febrero, durante el periodo de grave crisis desencadenada por el nuevo avance del Ejército alemán tras el fracaso de las negociaciones de paz, formó parte del comité ejecutivo provisional formado para representar al Sovnarkom mientras durase la emergencia. Fue de los dirigentes del partido que más participó en las sesiones del VTsIK surgido del cuarto congreso soviético, aunque se negó a ocupar su lugar en la presidencia del organismo. El 4 de abril, volvió a ingresar en el Consejo Supremo de Defensa, del que había dimitido el 18 de marzo a causa de la aprobación del tratado de paz.
En el segundo congreso del partido celebrado en abril, presentó el informe sobre la evolución de la cooperación entre el PSRI y los bolcheviques en el que describía las diferencias inicial, el posterior acercamiento de posiciones y el nuevo alejamiento tras el tratado de paz con los Imperios Centrales. Fue elegido miembro del comité central del partido durante las votaciones congresuales.
A comienzos de mayo, sucedió a Moiséi Uritski al frente de la Comisaría de Interior de la región noroeste y del comité de seguridad revolucionaria de Petrogrado. Contrario a la actividad de la Cheka como sus socios bolcheviques de la ciudad, desempeñó una importante labor en la gestión de la región durante los meses de la primavera de 1918, tras su salida del Gobierno. A pesar de las desavenencias a nivel nacional, la cooperación de los dos partidos fue muy fructífera en Petrogrado. Como comisario de Interior de la región norte —el cargo más importante de la Administración regional tras el de Grigori Zinóviev—, se negó a aplicar el terror para contrarrestar la actividad contrarrevolucionaria. Redactó un plan para garantizar la seguridad de la antigua capital sin el uso de la Cheka que no se aplicó. Gracias a su laboriosidad, la comisaría regional, poco más que una institución teórica cuando tomó posesión, extendió su autoridad por toda la región. Su relación con los bolcheviques de la zona fue buena. La moderación que logró imponer en Petrogrado en cuanto al uso del terror contra la oposición desapareció tras el alzamiento socialrevolucionario de julio de 1918. Durante el congreso del partido que se celebró inmediatamente antes del V Congreso Soviético, renovó su plaza en el comité central.

## Alzamiento, clandestinidad y muerte
Durante el alzamiento socialrevolucionario, que probablemente organizó, se hallaba en la sede de la Cheka junto con otros de los principales dirigentes del PSRI cuando Feliks Dzerzhinski llegó al edificio para detener a los asesinos del embajador alemán. Brevemente arrestado junto a su correligionario Vladímir Karelin al comunicar a Dzerzhinski que la muerte del embajador la había ordenado el comité central del PSRI, fue inmediatamente liberado por los presentes, que arrestaron a su vez a Dzerzhinski. Acudió a la oficina de telégrafos de la capital acompañado de quince hombres para enviar el comunicado sobre la acción del partido; sin encontrar resistencia alguna, llevó a cabo la misión y regresó a la sede del comité central, sin tratar de mantener el control del edificio, donde se hallaba también la central telefónica de la ciudad. Proshián declaró que el Sovnarkom se hallaba detenido y prohibió la transmisión de telegramas firmados por los dirigentes bolcheviques, los socialrevolucionarios o los mencheviques antes de retirarse.
Se encontraba entre los catorce dirigentes acusados por las autoridades bolcheviques por el alzamiento, pero para entonces había pasado a la clandestinidad. Fue condenado in absentia a tres años de prisión el 27 de noviembre. Falleció poco después, en diciembre de 1918, de tuberculosis. Lenin escribió su necrología en Pravda el 20 de diciembre, en la que elogió la dedicación revolucionaria de Proshián.